# Acante et Céphise

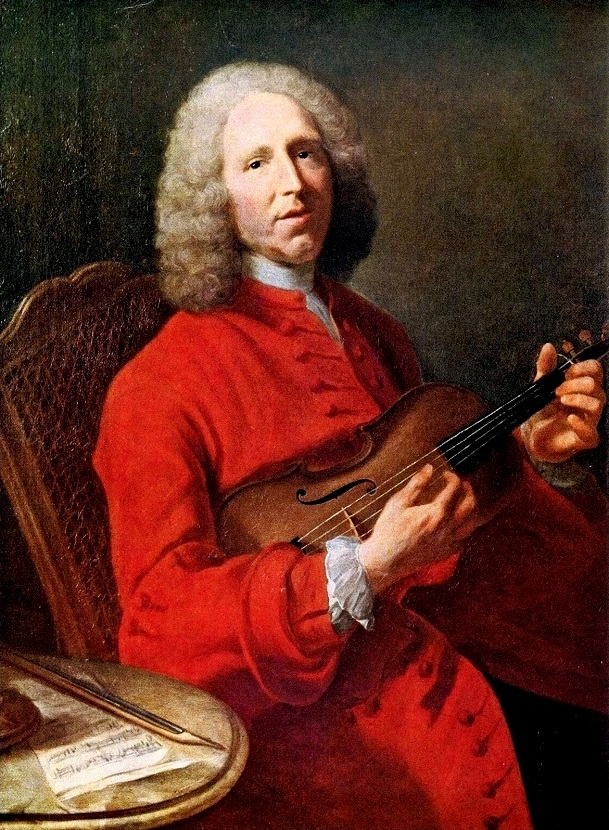
Jean-Philippe Rameau

Acante et Céphise, ou La Sympathie är en opera (pastorale héroïque) i tre akter med musik av Jean-Philippe Rameau och libretto av Jean-François Marmontel.

## Historia
Operan skrevs för att fira födseln av Louis, en äldre bror till den blivande kung Ludvig XVI av Frankrike. Operan hade premiär den 19 november 1751 på Parisoperan. Verket tillkom i all hast, vilket har en del återverkan på musikens kvalitet men operan är ändå fylld av instrumentala finesser såsom mellanspelet till akt III. Ouvertyren, vilken firar den kungliga födseln med fyrverkeri komplett med kanonsalut, är ett av Rameaus mest ambitiösa musikstycken. Verket är också känt för att innehålla det tidigaste exemplet på användandet av klarinetten som orkesterinstrument i fransk opera.

## Personer
- Achante (haute-contre)
- Céphise (sopran) [2]
- Oroès (basbaryton)
- Zirphile (sopran)
- Une fée (en fe) (sopran)
- Deux Coriphèes (haute-contre)
- La grande prêtresse de l'Amour (Amors prästinna) (sopran)
- Deux autres prêtresses (två andra prästinnor) (sopraner)
- Délie, jeune bergère (en vacker herdinna) (sopran)
- Un'autre bergère (en annan herdinna) (sopran)
- Un suivan d'Oroès (Oroès förtrogne) (bas)
- Un berger (en herde) (haute-contre)
- Une bergère (en herdinna) (sopran)

## Handling
De älskande Acante och Céphise skyddas av den gode fen Zirphile. För att skydda dem från den onde anden Oroès (som älskar Céphise) ger Zirphile dem en talisman. Denna talisman har telepatisk förmåga (la Sympathie i verkets undertitel) med vilken de känna varandras känslor på långt avstånd. Efter en räcka av spektakulära möten med Oroès och dennes hantlangare räddas de älskande från en säker död av Zirphile.